# Arcos poecilophthalmos
Arcos poecilophthalmos är en fiskart som först beskrevs av Leonard Jenyns 1842.  Arcos poecilophthalmos ingår i släktet Arcos och familjen dubbelsugarfiskar. IUCN kategoriserar arten globalt som sårbar. Inga underarter finns listade i Catalogue of Life.